# Naravni rezervat Ankarana
Posebni rezervat Ankarana je zavarovano območje na severnem Madagaskarju, ustanovljeno leta 1956. Je majhna, delno poraščena planota, sestavljena iz 150 milijonov let starega srednjejurskega apnenca. S povprečno letno količino padavin okoli 2000 milimetrov so bile spodaj ležeče kamnine erodirane, da so nastale jame, ki jih napajajo podzemne reke – kraška topografija. Razgiban relief in gosta vegetacija sta pomagala zaščititi regijo pred vdorom človeka.
Južni vhod v park je v Mahamasini (občina Tanambao Marivorahona) na Route nationale 6 približno 108 km jugozahodno od Antsiranana in 29 km severovzhodno od Ambilobe. Na vhodu je tudi nekaj hotelov.

## Geologija
Planota se rahlo spušča proti vzhodu, na zahodu pa se nenadoma konča v »zidu Ankarana«, strmi pečini, ki se razteza 25 kilometrov od severa proti jugu in se dviga do 280 metrov. Na jugu se apnenčasta gmota razlomi v ločene vrhove, znane kot fenglin (stolpasti kras). V središču planote so potresna aktivnost in eoni padavin erodirali apnenec in oblikovali globoke soteske in pasove ploščatih kamnov. Na mestih, kjer so bile apnenčaste zgornje plasti popolnoma erodirane, je bila trša osnovna kamnina vrezana v kanale in grebene, ki so v malgaščini znani kot tsingy. Območje je posejano z bazaltnimi kamni in bazalt je prav tako odtekel globoko v kanjone, ki sekajo masiv.

## Raziskovanje
V začetku leta 1960 se je izseljeni Francoz Jean Duflos (ki se je po poroki preimenoval v Jean Radofilao) lotil velikega raziskovanja jamskih sistemov in podzemnih rek masiva, večinoma sam ali z gostujočimi speleologi. Kartiranih je bilo približno 100 kilometrov jamskih prehodov znotraj masiva. La Grotte d'Andrafiabe, ena najbolj dostopnih jam, obsega najmanj 8,035 kilometrov vodoravnih prehodov. Masiv dejansko vsebuje najdaljše jamske sisteme na Madagaskarju in verjetno v vsej Afriki.

## Živalstvo
Odprave, ki so prve začele katalogizirati živali in rastline posebnega rezervata, ustvarjenega okoli masiva Ankarana v 1980-ih,ref>Wilson, Jane M. (1987). »The Crocodile Caves of Ankarana, Madagascar«. Oryx. 21 (1): 43–47. doi:10.1017/S0030605300020470.</ref> so opisane v popotniški pripovedi dr. Jane Wilson-Howarth Lemurji izgubljenega sveta in v znanstvenem tisku. Odkritja so vključevala nepričakovane podfosilne ostanke velikih izumrlih lemurjev in preživele, a prej neopisane vrste slepih rib, kozic in drugih nevretenčarjev. Več članov odprave je prispevalo fotografije k ilustriranemu uvodnemu vodniku po Madagaskarju, ki prikazuje Krokodilje jame v Ankarani.
Med ekspedicijo leta 1986 sta Phil Chapman in Jean-Elie Randriamasy sestavila seznam ptic za rezervat in zabeležila 65 vrst iz 32 družin, ki predstavljajo skoraj tretjino vseh vrst ptic, ki gnezdijo na Madagaskarju. Opazili so tudi en zanimiv vidik vedenja. Poročali so, da obstaja nenavadna strategija, ki jo uporabljajo številne majhne ptice pevke, ki se prehranjujejo z žuželkami. Vrste, kot so madagaskarska rajska muharica (Terpsiphone mutata), navadni jery (Neomixis tenella), penica Phyllastrephus zosterops in Phyllastrephus madagascariensis, bulbul (Hypsipetes madagascariensis), sončna ptica (Nectarinia souimanga) in vanga (Lepopterus madagascarinus in Xenopirostris polleni) so iskali hrano skupaj v mešanih pasovih. Znotraj vsakega pasu se je zdelo, da so se različne vrste specializirale za to, kje in kako iščejo svoj plen žuželk. Nekatere vrste so se osredotočile na deblo in veje dreves, nekatere na vitke veje, druge so iskale pod listjem. S skupnim delovanjem na ta način so verjetno povečali učinkovitost iskanja hrane, saj je vsaka vrsta lahko ujela pobegli plen drugih. Prav tako so bili varnejši pred napadi plenilcev, saj je bila skupina kot celota bolj verjetno opazila bližajočo se nevarnost.
Rezervat Ankarana je pomembno zatočišče za pomembne populacije kronanega lemurja (Eulemur coronatus), Sanfordovega rjavega lemurja (Eulemur sanfordi) in drugih vrst sesalcev. Na tem območju so zabeleženi tudi naslednji lemurji: severni športni lemur (Lepilemur septentrionalis), rjavi mišji lemur (Microcebus rufus), debelorepi pritlikavi lemur (Cheirogalus medius), viličasti lemur (Phaner furcifer), vzhodni volnati lemur (Avahi laniger), Perrierjeva sifaka (Propithicus diadema perrieri), Madagaskarski dolgoprstež ali aje-aje (Daubentonia madagascariensis) in zahodni mali bambusov lemur (Hapalemur griseus occidentalis).
Poleg tega so bili v Ankarani najdeni subfosili naslednjih lemurjev: veliki bambusov lemur (Prolemur simus), indri (Indri indri), lenivec (Babakotia radofilai), Mesopropithicus dolichobrachion in Palaeopropithicus cf ingens plus Pachylemur sp., ogromen Megaladapis cf. madagascariensis/grandidieri in pavijanski lemur Archaeolemur sp..